# War Thunder
War Thunder és un videojoc en línia desenvolupat per l'empresa russa Gaijin Entertainment, de combats principalment aeris i terrestres. El videojoc està ambientat des dels anys 20 fins a la guerra freda en els cas dels avions i vaixells o les guerres de l'actualitat en el cas dels helicopters i tancs. La comunitat arriba fins als 9.500.000 usuaris a Steam (2018). Les plataformes compatibles amb el joc són: Windows, MacOS, Xbox, PS4 i Linux. Cada cop hi ha més actualitzacions del joc per afegir-hi nous continguts (vehicles i mapes) o per corregir errors.

## Jugabilitat[3]
Al joc hi apareixen vehicles de tota mena i de totes les dècades, des de tancs, com els mítics Panzer II alemanys, fins als moderns Leopards 2. També hi ha els primers avions, com Boeing P-26 dels Estats Units i els famosos F-4 Phantom II. A més, trobem vaixells, com USS Pensacola.
La mecànica del joc consisteix en aconseguir els vehicles a partir de tres “monedes”: els punts d'investigació, els lleons daurats i les àguiles daurades. Per aconseguir un vehicle, primer l'has d'investigar amb els punts d'investigació, un cop ho hagis fet, l'hauràs de comprar amb els lleons daurats. Això ho has de fer només si vols aconseguir un vehicle estàndard. Però si vols aconseguir-ne un de Premium, has d'aconseguir les àguiles daurades fent esdeveniments, comprant-les o comprant el compte Premium.

## Gaijin Entertainment
L'empresa desenvolupadora de War Thunder és Gaijin Entertainment, fundada l'any 2002 a Moscou, Rússia. Gaijin està especialitzada en desenvolupar jocs de software per a ordinador personal, tot i que molts dels seus productes es poden jugar en altres plataformes com ara: PS3, PS4, Xbox 360, Xbox One, iOS, macOS, Nintendo Switch i Linux.
| Producte                      | Any de llançament |
| ----------------------------- | ----------------- |
| Crossout                      | 2017              |
| War Thunder                   | 2012              |
| Star Conflict                 | 2013              |
| Star Conflict Heroes          | 2016              |
| Shadows of Kurgansk           | -                 |
| The Abandoned                 | -                 |
| IL-2 Sturmovik: Birds of Prey | 2009              |
| Birds of Steel                | 2012              |
| Wings of Prey                 | 2010              |
| Apache: Air Assault           | 2010              |
| Skydive: Proximity Flight     | -                 |
| Blades of Time                | 2012              |
| Cuisine Royale                | 2019              |

## Modes de joc: arcade, realista i simulador
Aquest joc, com d'altres que han tingut molt èxit, disposa de diferents modes de joc. En aquest cas, War Thunder ens proposa 3 modes de joc principals: Arcade, Realista i Simulador. Cada un d'ells està dissenyat per ser més realista que l'anterior.

### Arcade
Com funciona: El primer que has de fer és seleccionar els vehicles amb els quals vols jugar. (Han de ser tots d'un mateix tipus: aeris, terrestres o navals. Ja que dins de l'arcade, has de seleccionar amb quin tipus de vehicles vols jugar).
En el cas dels avions, hi ha munició, càrrega i combustible infinit. El pilot tolera més les forces G, i té més vista, és a dir que detecta els avions enemics més lluny. L'avió no es pot partir a causa de les forces G. El joc et marca automàticament on has de disparar per impactar a l'avió enemic calculant la trajectòria i la velocitat del mateix (aquesta opció es pot desactivar). Cal remarcar que això només ho fa quan els dos avions estan a menys de 800 metres de distància. En la resta de vehicles com els tancs o els vaixells, el punt de reaparició és a terra (en el cas dels terrestres) o a l'aigua (en el cas dels vaixells). Però en els avions és diferent. Com que poden volar, pots escollir aparèixer a l'aire, o a l'aeròdrom. Normalment, els jugadors prefereixen aparèixer ja volant, perquè l'alçada en el joc és un gran avantatge.
En el cas dels vehicles terrestres, la munició és finita. Quan dispares, et surt una creu blanca, i quan apuntes a un tanc enemic la creueta es pot tornar verd o vermell. Si està de color verd, vol dir que el projectil pot penetrar el blindatge enemic, i si surt vermella, vol dir que no ho pot fer, per tant, si dispares, el tanc enemic no sofrirà cap mal. Quan el teu tanc està danyat et poden passar dues coses. La primera és que el tanc se't pari i s'arregli automàticament, i l'altre és que et doni l'opció d'arreglar-lo quan vulguis amb la tecla F (tecla predeterminada en PC). Si has investigat el vehicle que estàs utilitzant prou, quan aconsegueixin uns certs punts, et deixarà controlar un avió durant un minut.
En el cas dels vaixells, la principal diferència és que et surt on has de disparar el torpede per impactar en el vaixell enemic sempre que el vaixell segueix la trajectòria i velocitat constantment. Tampoc hi ha munició infinita.

### Realista
El mode realista és el mode de joc que combina l'arcade i el simulador. Per exemple, en aquest mode veus amb blau el nom de cada jugador aliat sobre el seu tanc/vaixell, però el nom dels enemics no el veus, és a dir, que només el pots identificar a ull nu, tampoc surten en el mapa, això només passa quan un aliat detecta a l'enemic amb els prismàtics. En el cas dels avions, sí que pots veure els enemics gràcies a la icona vermella que els surt a sobre amb el seu nom, model de l'avió i distància a la qual està de tu.
En el cas dels avions, com he dit abans, sí que els veus amb la icona vermella a sobre, però Guiu, el joc no et diu on has de disparar per impactar en l'avió enemic. Si llences les bombes o els coets força arran del terra, és possible que l'ona expansiva en danyi l'avió, per això et pots modificar el temps que triguen a detonar per poder escapar de la seva ona expansiva. L'aigua i l'oli del motor se sobreescalfa ràpidament, sobretot si utilitzes la potència d'emergència (PDE). La resistència del pilot respecte a les forces G és molt realista, igual que la de l'avió, ja que segons el model, com per exemple el spitfire te les pots partir molt fàcilment.
En el cas dels tancs, una característica del mode realista és que en apuntar amb la mira telescòpica, no et surt quina és la possibilitat de penetració. A més a més, no indica quina és la caiguda de bala i, per tant, has de prémer la tecla que et calcula a quina distància estàs de l'objectiu i després has de posar la mira a una alçada determinada. A part que el moviment del tanc i la seva potència és molt més reduïda que a arcade, ja que allà s'ha disminuït molt la realitat per fer-ho més divertit (en arcade).
En el cas dels vaixells, no indica a on has de disparar els torpedes per impactar en el vaixell enemic, i la velocitat també està reduïda.

### Simulador
El mode de joc Simulador és el més realista, tot i que no arriba al 100%. És a dir, que hi ha aspectes molt reals, i hi ha d'altres que no ho són tant. Per exemple: els avions es controlen des de la cabina, però en el cas dels tancs es fa amb la càmera en tercera persona. La mobilitat dels vehicles també està molt reduïda. En cap moment et surt la icona vermella sobre els enemics, ni tampoc la verda sobre els aliats. És a dir que hauràs de reconèixer els enemics segons el model del tanc, els símbols de les ales dels avions, o la bandera dels vaixells. La resta és molt similar al mode de joc realista.

## Batalles
Com és d'esperar, al joc hi ha diferents tipus de batalles, que són els següents:
- Batalles aèries arcade/realistes
- Batalles terrestres arcade/realistes
- Batalles de vaixells arcade/realistes
- Batalles Simulador
- Assalt arcade aèri/tancs
- Guerra mundial
- Lliga War Thunder
- Esdeveniments i tornejos
- Batalles personalitzades
- Esquadró arcade esdeveniments
- Esquadrilla realista esdeveniments

## Tipus de tancs

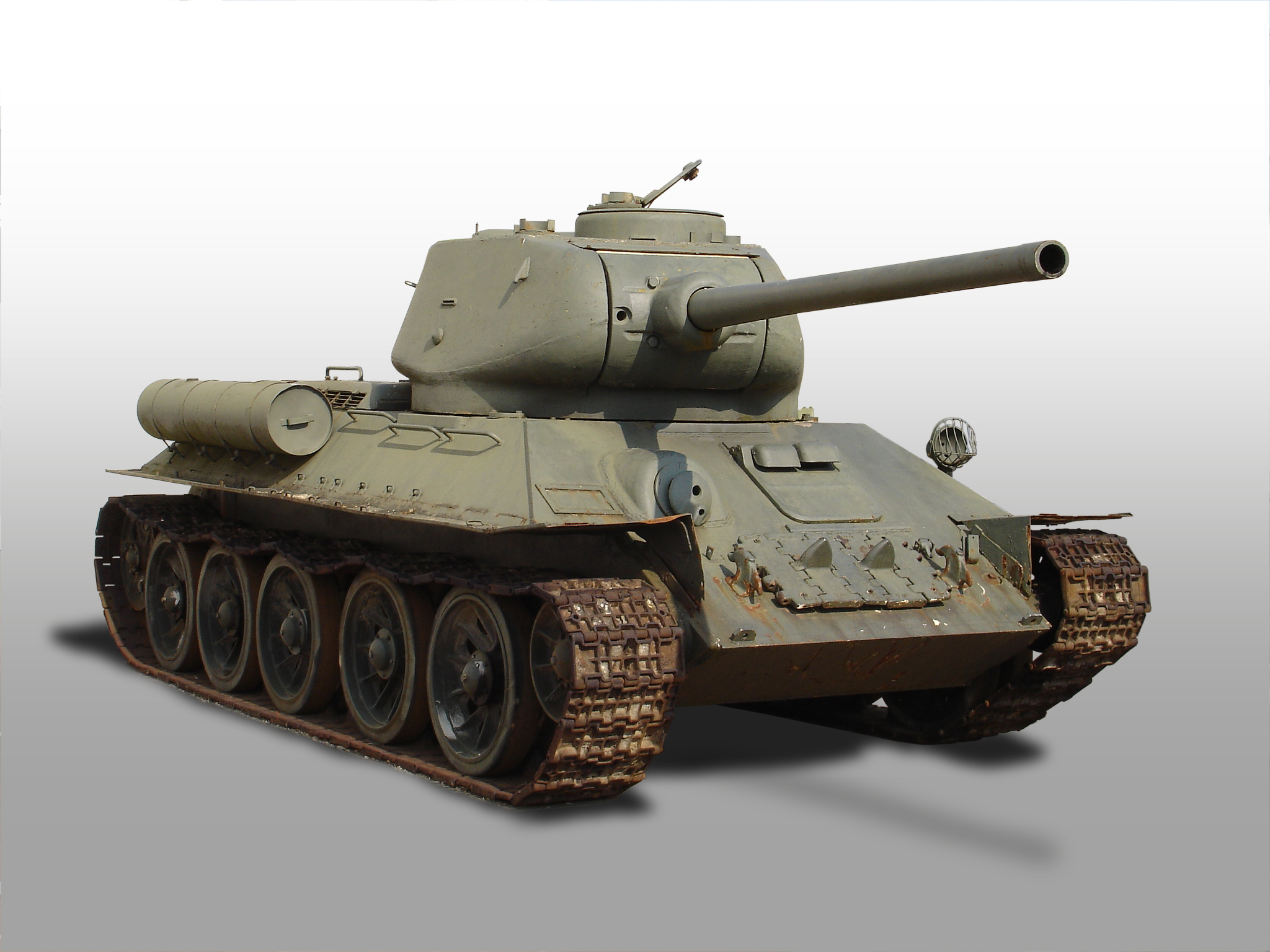
Tanc mijà (T-34): URSS

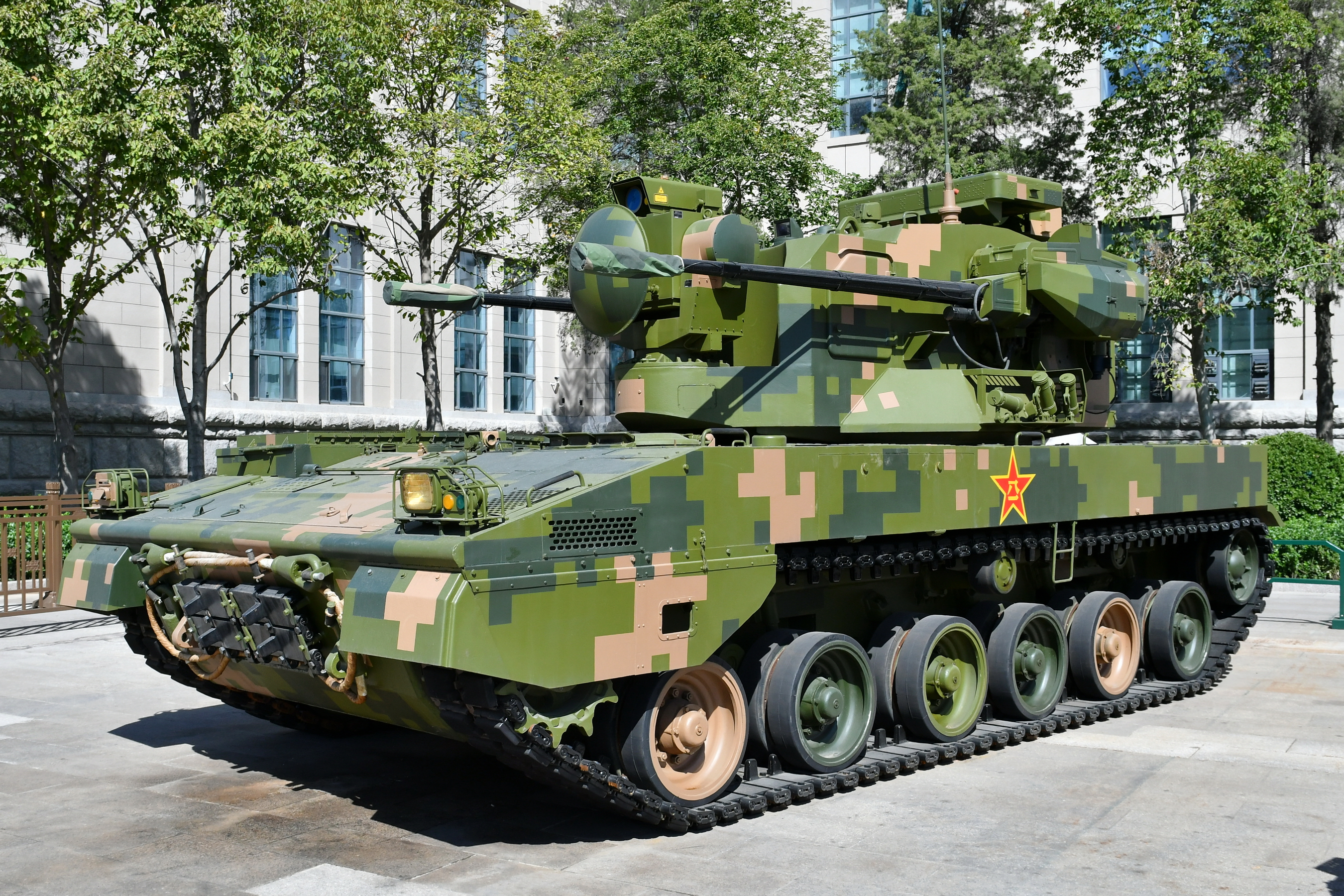
Antiaeri autopropulsat (PGZ-09)

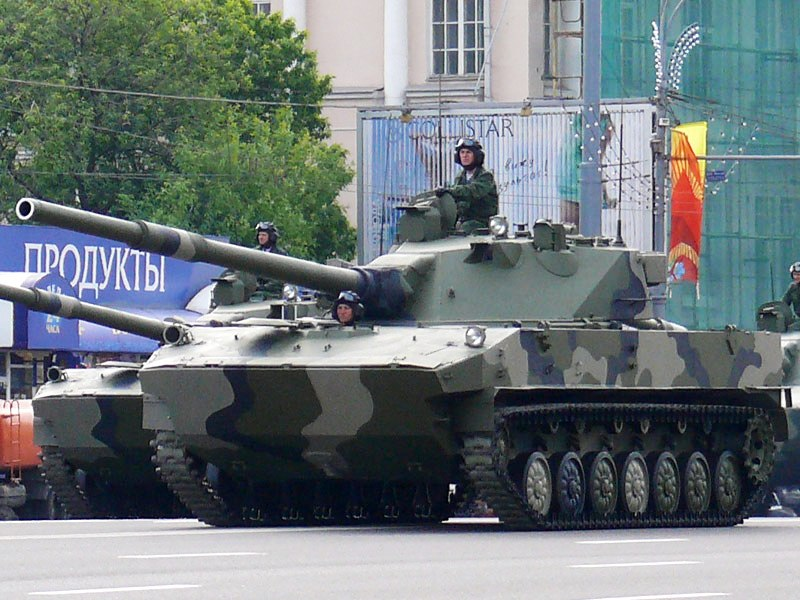
Tanc lleuger (2S25 Sprut-SD)

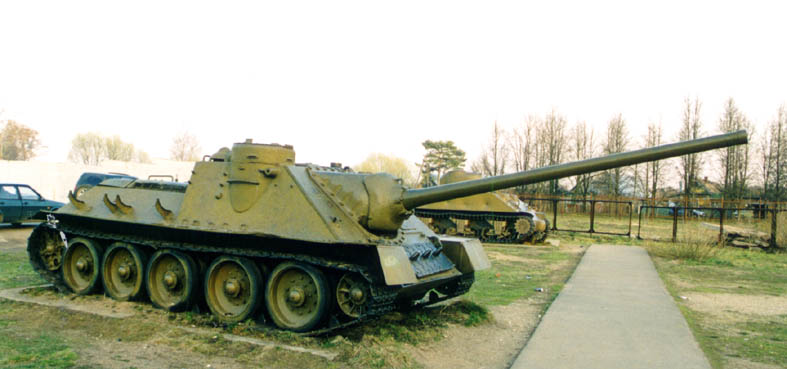
Destructor de tancs (SU-100): URSS

Al War Thunder hi ha tota mena de vehicles, per fer de les batalles, un espai variat. Aquests tipus són: Tanc Lleuger, Tanc Mitjà, Tanc Pesat, Antiaeri Autopropulsat, Destructor de Tancs i Portador de Míssils Antitancs. Cada un d'ells és diferent de l'altre. Els tancs lleugers són més ràpids, però manquen de blindatge i no acostumen a tenyir un canó molt potent. Els tancs pesats són aquells que estan molt blindats, tenen un canó força potent, però no són gaire àgils. Els antiaeris, com el seu nom indica, són molt efectius contra avions i helicòpters, però no tenen ni molta perforació, ni molt blindatge, per tant, són quasi inútils contra tancs. I per acabar, els destructors de tancs i portadors de míssils antitancs guiats, hi ha dues maneres de controllar el missil una es amb les tecles i l'altra es amb el ratolí.

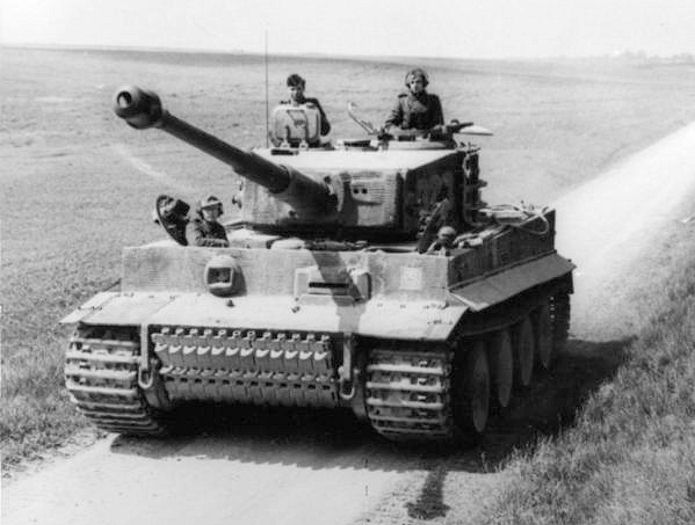
Tanc pessat (Panzer VI Tiger)

## Tipus d'avions

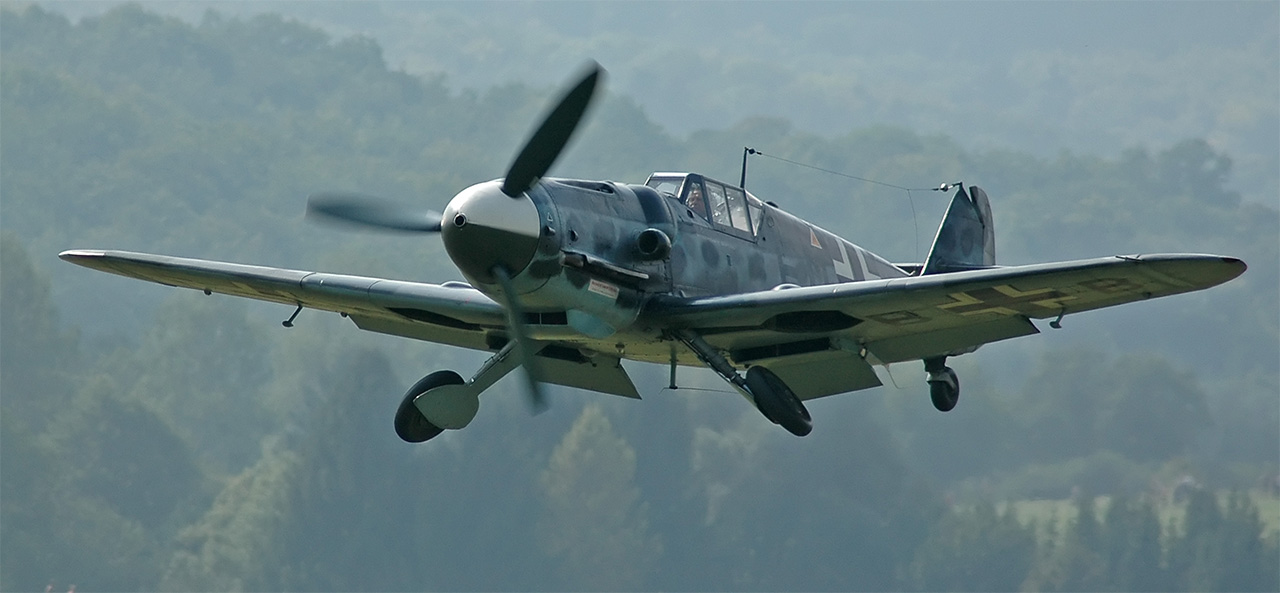
caça (Messershmitt Bf 109

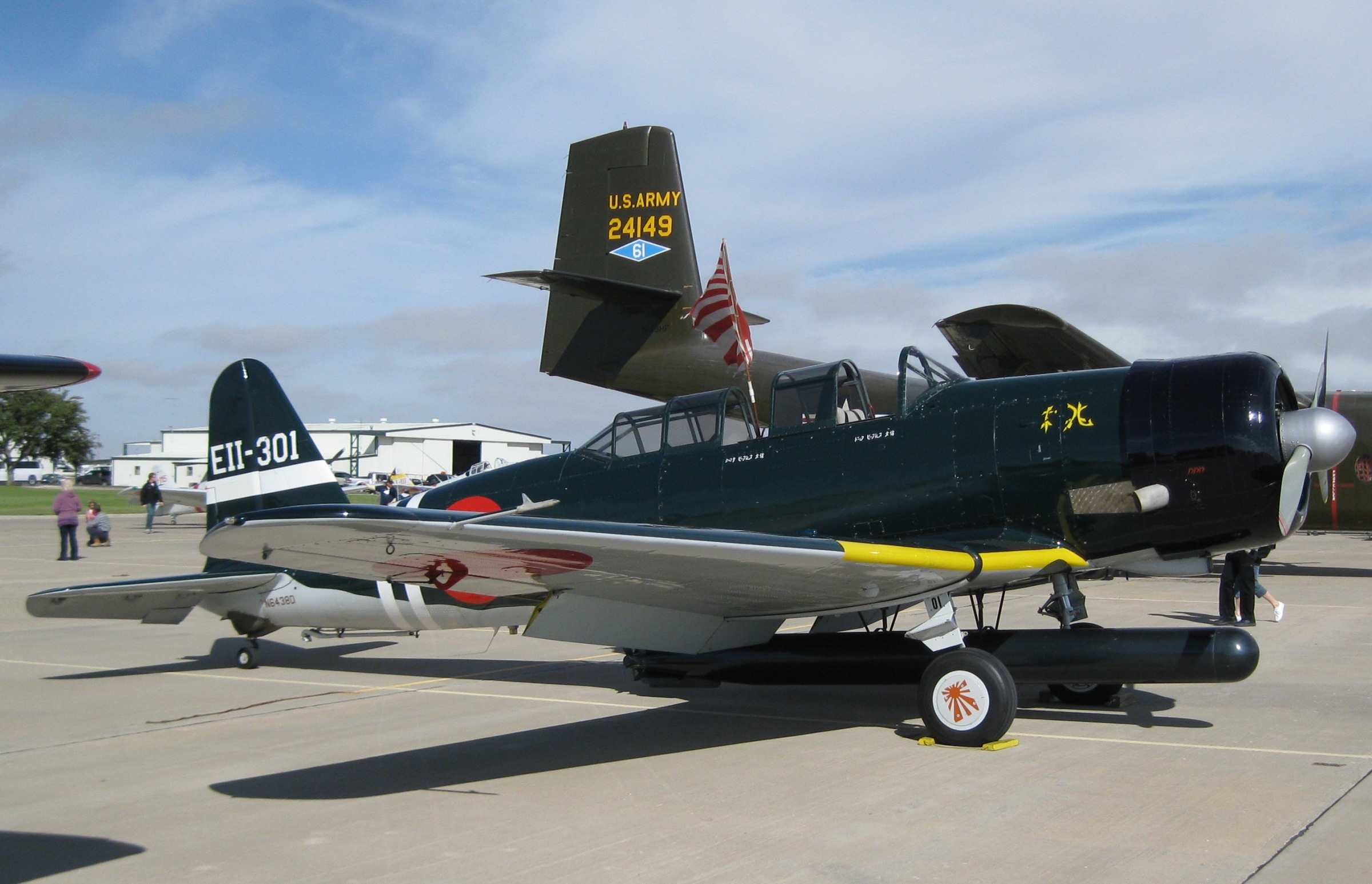
Avió torpeder (Nakajima B5N)

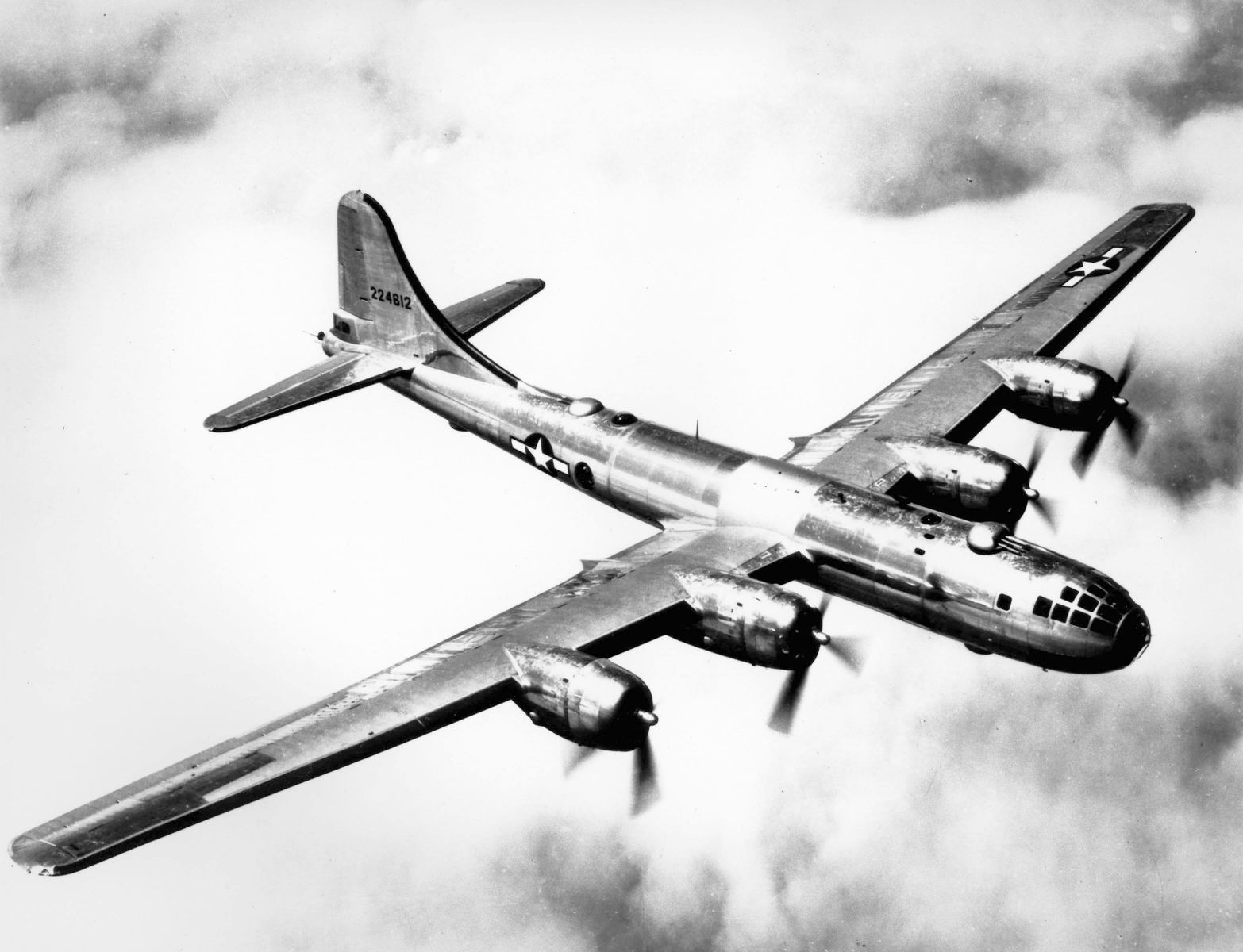
Bombader d'alta autonomia (B-29 Superfortress)

En el cas dels avions hi ha molta varietat. Aquests són els tipus d'avions que hi ha en el joc: Caça, caça de reacció, avió d'atac, bombarder de gran autonomia, avió torpeder, bombarder en picat, bombarder de primera línia, bombader lleuger bombarder de reacció i interceptor.

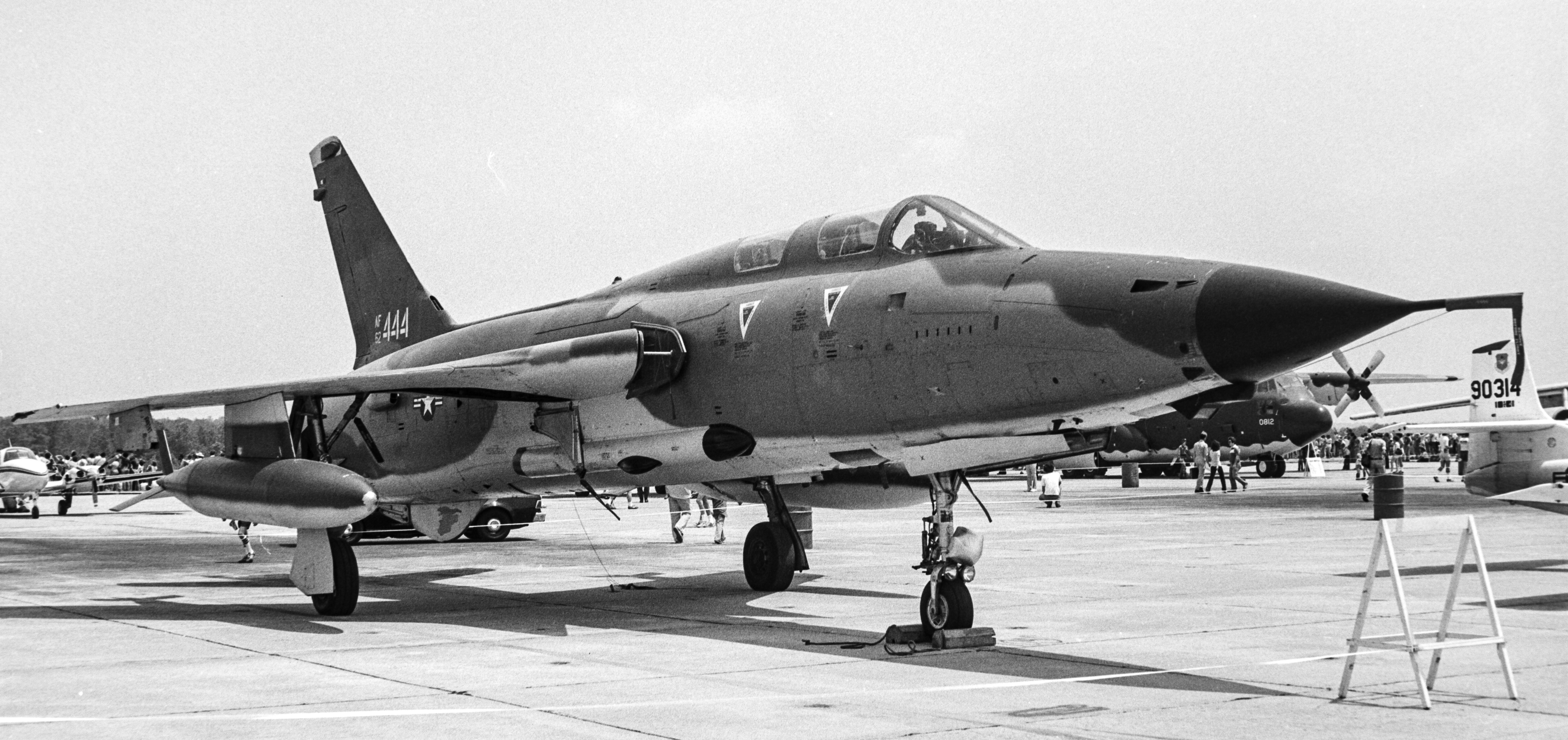
Avió d'atac (Republic F-105 Thunderchief)

## Tipus de vaixells
Com que els vaixells es van introduir en el joc fa relativament poc temps, la varietat de vaixells és molt pobre, però aquests són els tipus: Llanxa torpedinera, llanxa canonera, canonera blindada, llanxa canonera torpedinera, caça submarins, barcassa Antiaèria, barcassa naval, destructor, fragata, creuer lleuger, creuer pesat i Cuirassat.

## Nacions
Hi ha diferents nacions: els Estats Units, Alemanya dintre seu es poden trobar vehicles de l'Imperi Alemany, República de Weimar, Tercer Reich, Alemanya occidental i de la Republica Democràtica Alemana, U.R.S.S. on es poden distingir l'època de l'Imperi Rus, Soviètica i Russa, Gran Bretanya, dintre seu hi ha la branca de l'Unió Sud africana i Sud àfrica, Japó on es poden distingir l'època imperial i contemporània, Xina es divideix entre la República Popular de la Xina i la República de la Xina, Itàlia on es troba separat la monarquia i república, trindre seu hi ha la branca de Hongria, França on es divideix entre república i el Govern de Vichy, Suècia, dintre seu hi ha la branca de Finlàndia i Israel. Les primeres nacions que es van afegir al joc van ser les 5 primeres de la llista, i després es van anar afegint consecutivament.

També hi ha altres nacions amb els seus vehicles, però no tenen cap arbre tecnològic com ara Índia, Síria, Espanya Argentina, Eslovaquia, txèquia, Kazakhstan, Suïssa, Canadà, República d'Irlanda, Austràlia, Pakistan i Corea del Nord Turquia, Noruega i Lituània i Jordània, Grècia i Romania.

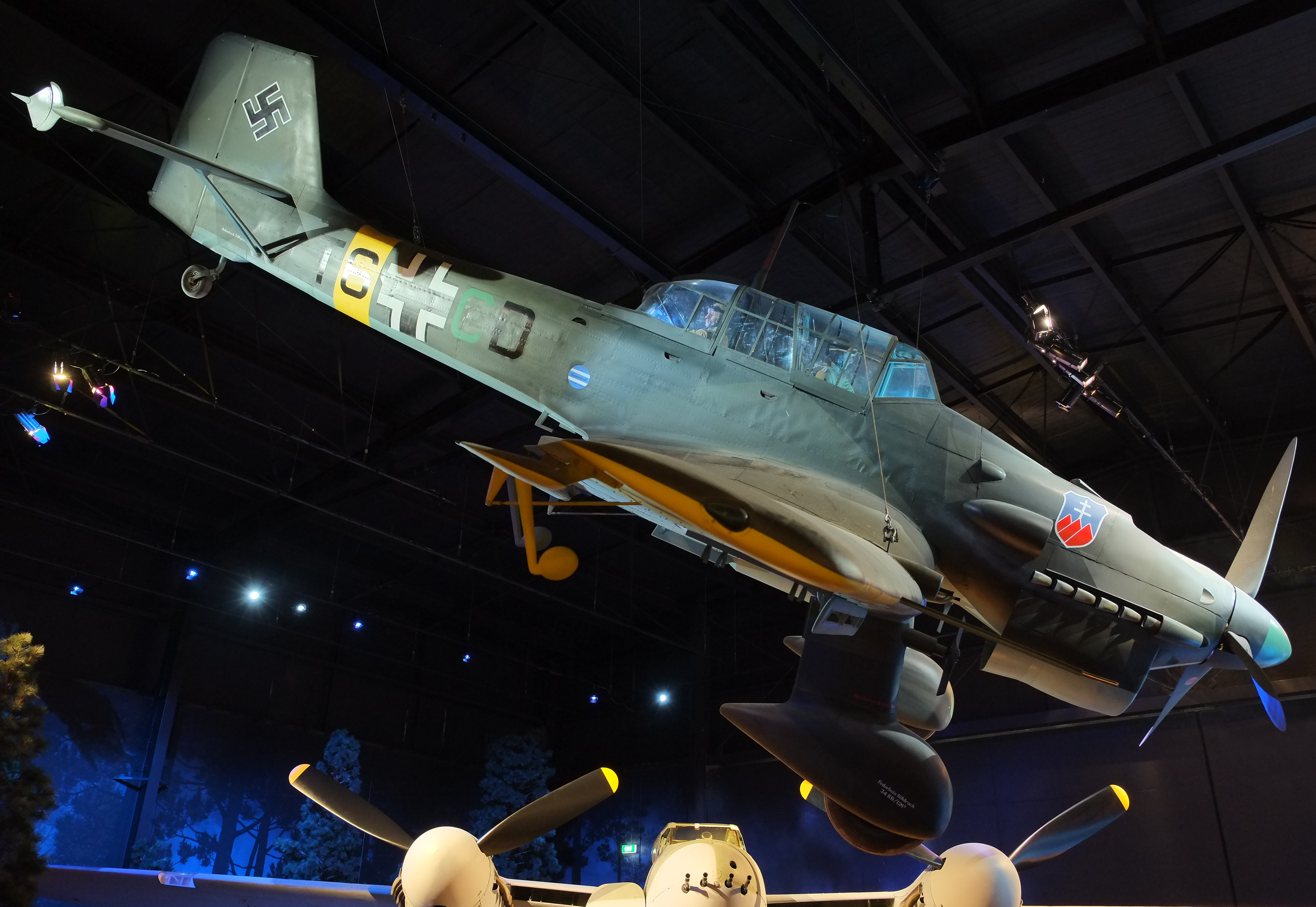
bombarder en picat (Ju 87 Stuka)

## Arbres Tecnològics
Els arbres tecnològics serveixen per anar investigant els diferents vehicles de tal manera que començaràs amb els més antics i l'objectiu és aconseguir els més moderns i innovadors. L'arbre està partit en rangs (tier). L'aviació té fins a VIII rangs, els vehicles terrestres fins a VIII, els helicòpters tenen fins a VII, i els vaixells estan dividits entre la flota costera que té V i de l'alta mar fins a VI. Els diferents vehicles tenen un BR, que serveix per identificar el nivell de cada un que van del 1.0 fins al 11.7

Com funciona? Quan comences a jugar amb una nació, els primers avions amb els quals pots jugarà s'anomenen reserva, és a dir, que seran amb els que comencem a jugar. Hauràs d'escollir un avió que estigui un nivell per sota i així, una part dels punts que aconsegueixis jugant, aniran a parar a l'avió, i quan hagis aconseguit tots els punts necessaris, hauràs de pagar amb lleons (la moneda bàsica del joc) una certa quantitat que anirà augmentant respectivament amb el nivell de cada avió. Un cop fet això, ja hauràs aconseguit l'avió.

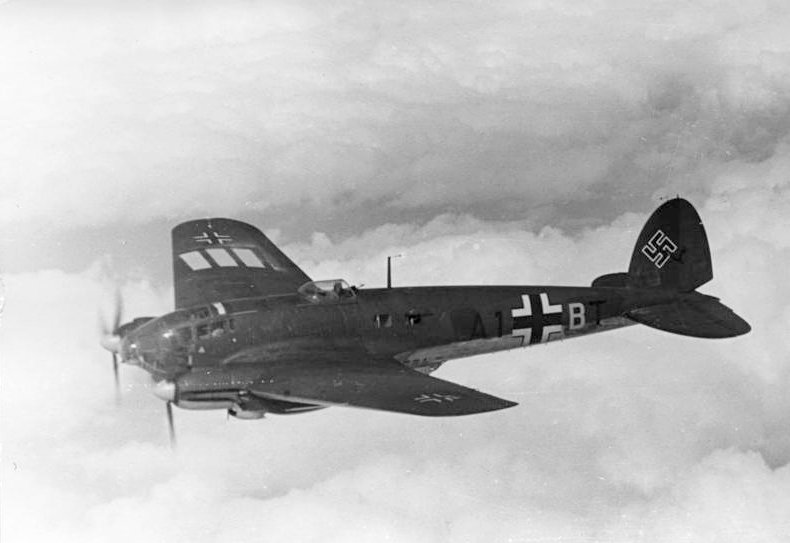
Bombader de primera linea (He 111)

Gaijin ha dissenyat un sistema que fa que no puguis avançar només amb una línia d'avions. És a dir, que hauràs d'aconseguir 6 avions de cada tier abans d'investigar els avions del següent tier (el nombre d'avions que has d'investigar varia segons la nació). Això ho fa perquè si no tothom tindria jets (el nivell més alt d'avions) i no tindria nivell suficient d'experiència i els veterans no padrina jugar bé amb tires altes on se suposa que allà és on hi ha els millors jugadors.

## Municions[calcitació]
Les municions del War Thunder es parteixen en 2 tipus, metralladores i canons.
Les de metralladora se separen en els següents mil·límetres i tipus:

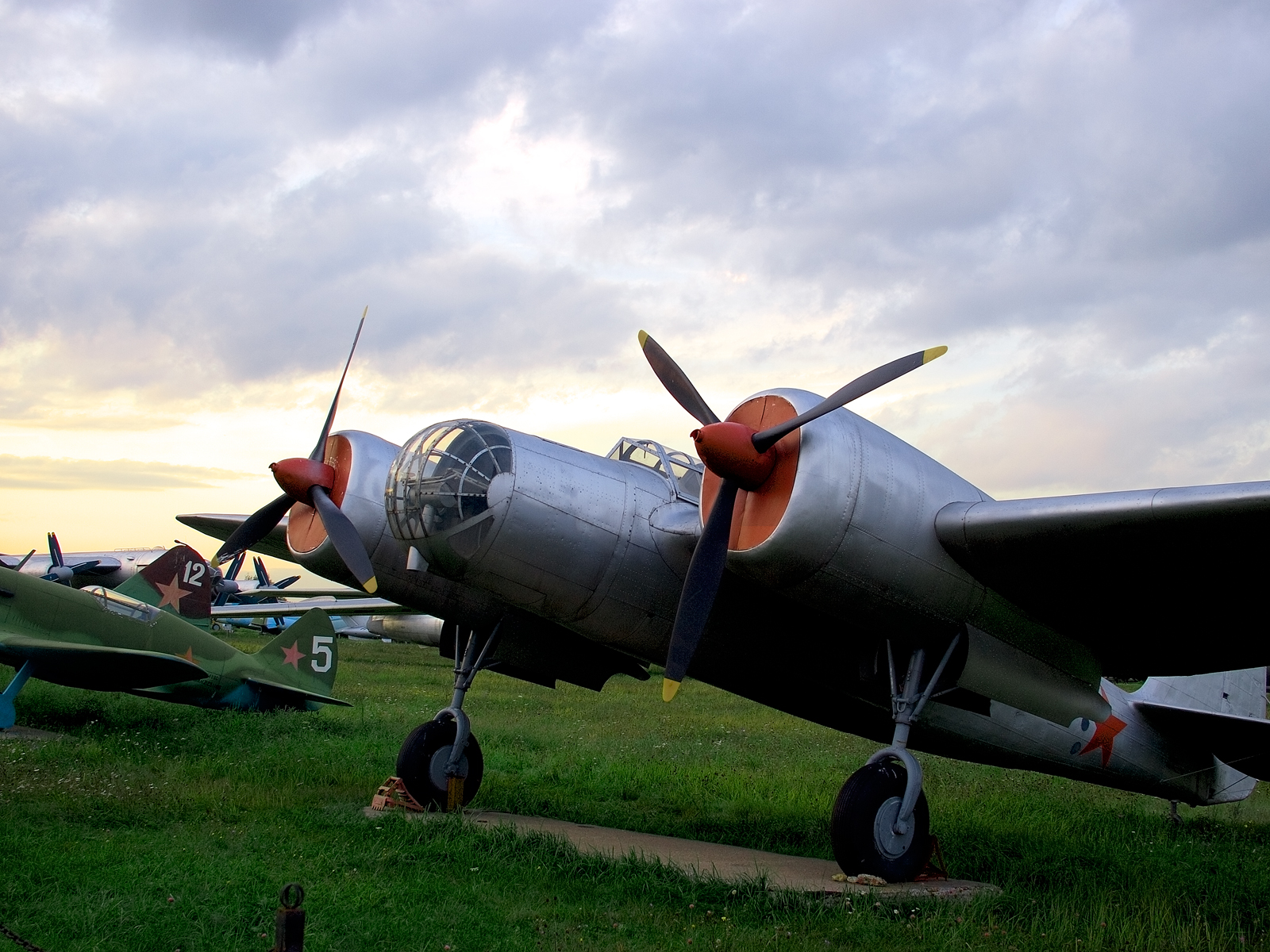
Bombader lleuger (Tupolev SB 2)

(l'última xifra de cada metralladora diu els mil·límetres que perfora, de blindatge)
EE.UU
- 7,62 mm: Predeterminada, Universal, Traçadores, Furtiva 10 mm
- 12,7 mm: Predeterminada; Universal, Objectius terrestres, Traçadora, Furtiva 26 mm
- 20 mm: Predeterminada, Universal, Objectius terrestres, Objectius aeris, Furtiva 33 mm
- 37 mm: Predeterminada, Universal, Objectius terrestres 43 mm

Alemanya
- 7,92 mm: Predeterminada, Universal, Traçadores, Furtives 13 mmBombader a reacció (Il-28)

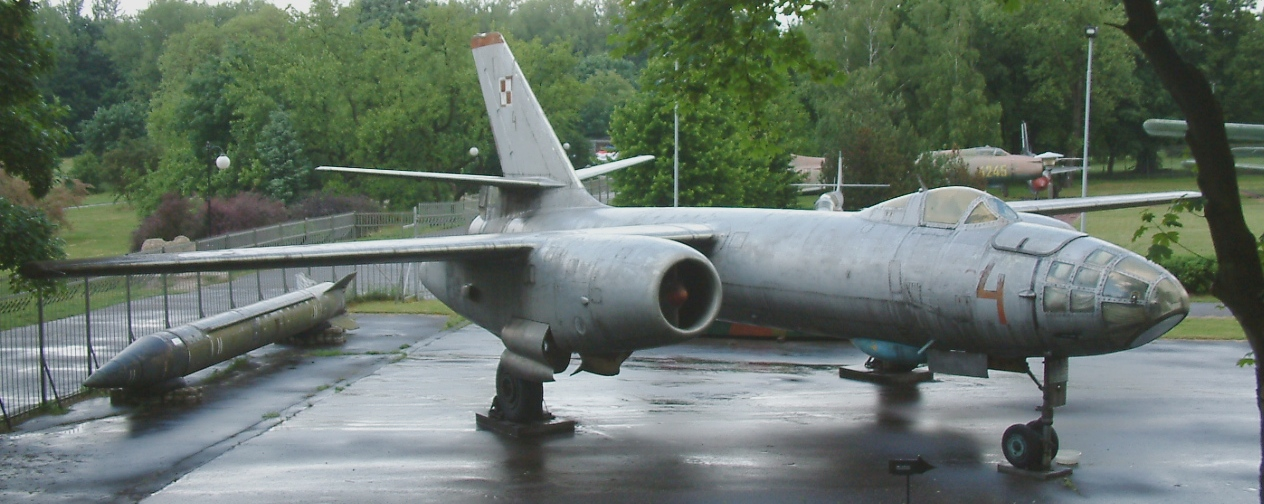
Bombader a reacció (Il-28)

- 13mm: Predeterminada, Objectius aeris, AP-T, IAI, Furtiva 10 mm
- 15 mm: Predeterminada, Universal, Objectius aeris, Objectius blindats 26 mm
- 20 mm: Predeterminada, Universal, Objectius aeris, Objectius blindats, Traçadores, Furtiva 25 mm
- 30 mm: Predeterminada, Objectius aeris, Objectius terrestres, Furtives 47 mm
- 50 mm: Predeterminada, Objectius blindats, Objectius aeris 106 mm

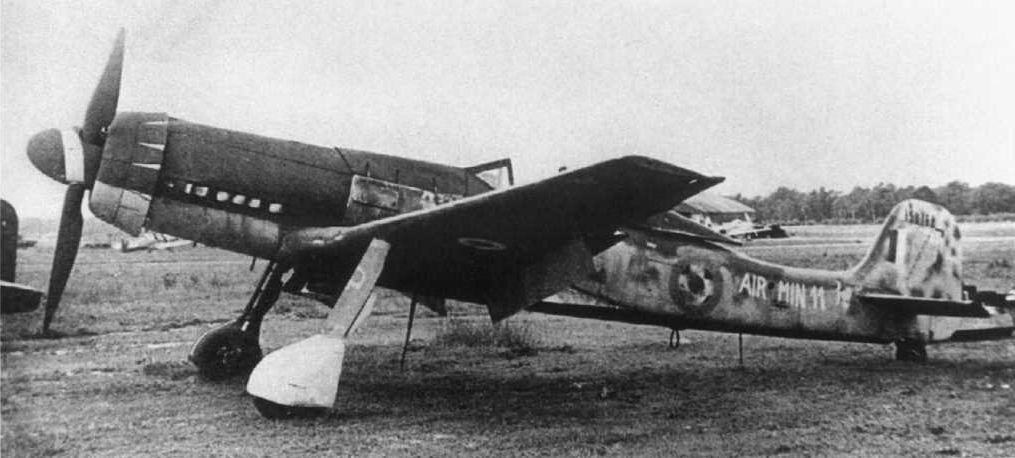
Interceptor (Focke Wulf Ta152)

- Interceptor (Focke Wulf Ta152)75 mm: Predeterminada, Objectius blindats, Objectius terrestres 137mm

URSS
- 7,62 mm: Predeterminada, Universal, Traçadores, Furtiva 10 mm
- 12,7 mm: Predeterminada, Universal, Objectius aeris, Objectius terrestres, Traçadores, Furtives 26 mm
- 20 mm: Predeterminada, Universal, Objectius terrestres, Traçadores, Objectius blindats, Furtiva 27 mm
- 23 mm: Predeterminada, Universal, Objectius Blindats 37mm
- 30 mm: Predeterminada, Objectius aeris, Objectius Blindats 60 mmCaça a reacció (F-14 Tomcat)

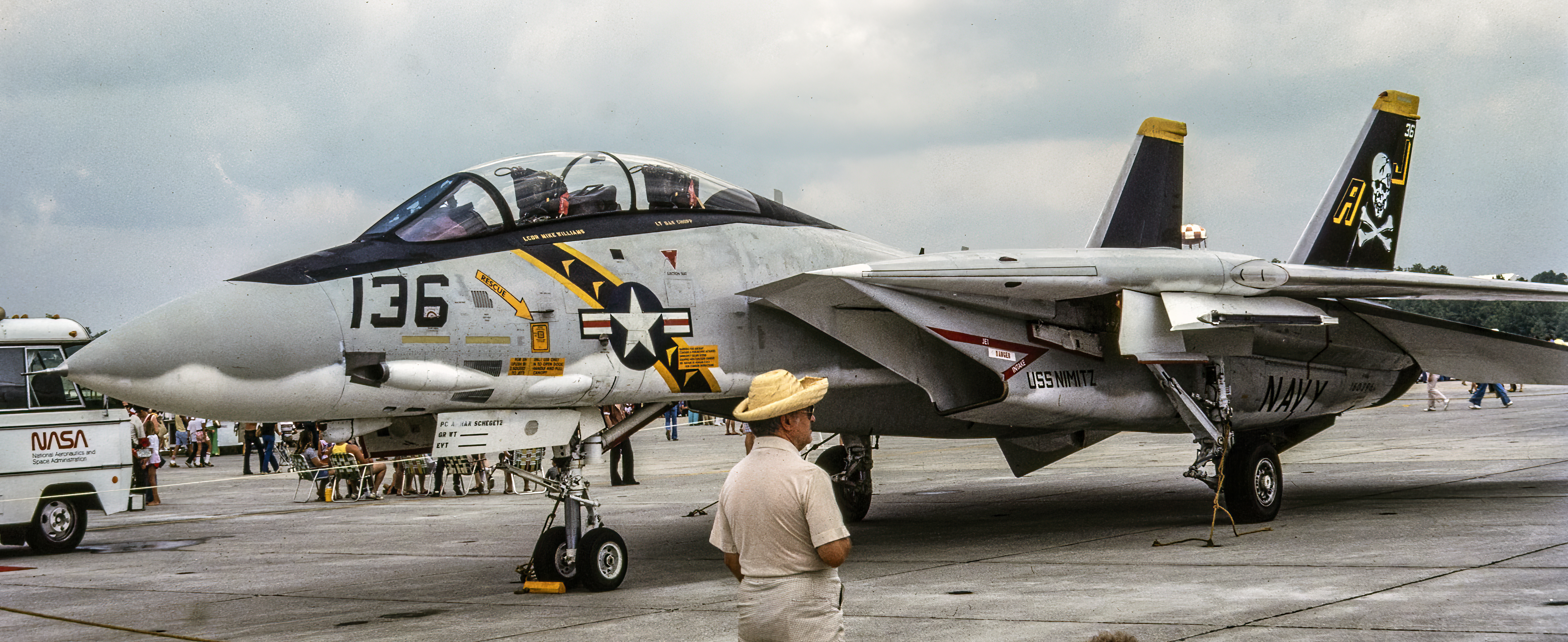
Caça a reacció (F-14 Tomcat)

- 37 mm: Predeterminada, Objectius aeris, Objectius Blindats 40 mm

Gran Bretanya
- 7,7 mm: predeterminada, Universal, Traçadores, Furtives 10 mm
- 12,7 mm: Predeterminada, Objectius blindats, Universal, 26 mm
- 20 mm: Predeterminada, Universal, Objectius terrestres, Objectius aeris, Traçadores, Furtives 17mm
- 30 mm: Predeterminada, Objectius aeris, Objectius terrestres, Furtives 47mm

Japó
- 7,7 mm: Predeterminades, Universal, Traçadores, Furtives 10 mm
- 12,7 mm: Predeterminades, Universals, Objectius Aeris, Traçadores, Furtives 18 mm
- 20 mm: Predeterminades, Universals, Objectius terrestres, Traçadores, Furtives 24 mm
- 30 mm: Predeterminades, Universals, Traçadores, Furtives 23 mm
- 37 mm: Predeterminades, Objectius blindats 47mm

Xina
- 7,7 mm: Predeterminades, Universals, Traçadores, Furtives 10 mm
- 12,7 mm: Predeterminades, Universals, Traçadores, Furtiva 26 mm
- 20 mm: Predeterminades, Objectius blindats, Objectius aeris, Furtives 53 mm
- 23 mm: Predeterminades, Objectius blindats, objectius aeris, Furtives 29 mm
- 30 mm: Predeterminades, Objectius blindats, Objectius Aeris 60 mm

Itàlia
- 7,7 mm: Predeterminades, universal, Objectius aeris, Traçadores, Furtives
- 7,92 mm: Predeterminades, Universal, Traçadores, Furtives 13 mm
- 12,7 mm: Predeterminades, Universal, Objectius aeris, Traçadores, Furtives 18 mm
- 20 mm: Predeterminades, Universal, Objectius aeris, Objectius blindats, Traçadores, Furtives 19 mm
- 30 mm: Predeterminades, Objectius aeris, Objectius terrestres, Furtives 47 mm
- 102mm: Predeterminades, Objectius blindats, Objectius terrestres 140 mm

França
- 7,5 mm: Predeterminades, Universal, Traçadores, Furtives 3 mm
- 12,7 mm: Predeterminades, Universal, Objectius terrestres, Traçadores, Furtives 23 mm
- 20 mm: Predeterminades, Universal, Objectius terrestres, Traçadores, Furtives 17 mm
- 30 mm: predeterminades, Objectius aeris, Objectius terrestres, Furtives 47 mm
- 37 mm: predeterminades, Universal, Objectius terrestres 3 mm

Suècia
- 8 mm: Predeterminades, Universal, Traçadores, Furtives, Objectius terrestres, Objectius blindats, Objectius aeris 13 mm
- 12,7 mm: Predeterminades, Universal, Objectius aeris, Traçadores, Furtives 18 mm
- 13, 2 mm: Predeterminades, Objectius terrestres, Objectius aeris, Furtives 21 mm
- 20 mm: Predeterminades, Objectius terrestres, Objectius aeris 25 mm
- 30 mm: predeterminades, Objectius aeris, Objectius terrestres, Furtives 47 mm

(Les dades obtingudes sobre la perforació de cada tipus de metralladora s'ha obtingut a partir de la perforació de la munició predeterminada)
Els projectils de canons es classifiquen en els següents tipus:
- HEATFS: Projectiu d'alt explosiu antitanc estabilitzat.
- APFSDS: Projectil perforador de blindatge estabilitzat per aletes amb casquet d'un sol ús.
- APDS: Projectil anti blindatge amb casquet d'un sol ús.
- HESH: Cap de xoc d'alt poder explosiu.
- HEAT: Projectiu d'alt explosiu antitanc.
- HE: Projectiu d'alt explosiu.
- APHE: Bala anti blindatge d'alt explosiu.
- ATGM: Míssil anti tanc guiat.
- APHEBC: Bala anti blindatge d'alt explosiu amb capa balística.
- APBC: Bala anti blindatge amb capa balística.
- APCR Bala anti blindatge amb capa rígida.
- AP: Bala anti blindatge.
- SAPCBC: Projectiu semi anti blindatge cobert amb capa balística.